# Taza-Al Hoceïma-Taounate

Regionens läge i Marocko.

Taza-Al Hoceïma-Taounate (arabiska: تازة الحسيمة تاونات) var en av Marockos regioner mellan 1997 och 2015. Regionen låg i norra Marocko. Den täckte en yta på 24 155 km² och hade en folkmängd på 1 807 036 invånare vid folkräkningen år 2014. Regionens administrativa huvudort var Al Hoceïma.
1 807 113 invånare (2 september 2004).

## Administrativ indelning
Regionen var indelad i fyra provinser:
- Al Hoceïma, Taounate, Taza, Guercif (sedan 2009)

## Större städer
Invånarantal enligt folkräkningen (2 september 2004)
- Taza (139 686)
- Guercif (57 307)
- Al Hoceïma (55 357)
- Taounate (32 629)